# Делавен (Вісконсин)
Делавен (англ. Delavan) — місто (англ. city) в США, в окрузі Волворт штату Вісконсин. Населення — 8505 осіб (2020).

## Географія
Делавен розташований за координатами 42°37′44″ пн. ш. 88°37′54″ зх. д. / 42.62889° пн. ш. 88.63167° зх. д. (42.628793, -88.631654).  За даними Бюро перепису населення США в 2010 році місто мало площу 18,69 км², з яких 17,50 км² — суходіл та 1,19 км² — водойми.

## Демографія
Згідно з переписом 2010 року, у місті мешкали 8463 особи в 3189 домогосподарствах у складі 2079 родин. Густота населення становила 453 особи/км².  Було 3500 помешкань (187/км²).
Расовий склад населення:
| - 81,2 % — білих - 1,7 % — чорних або афроамериканців - 1,0 % — азіатів - 0,7 % — корінних американців - 12,7 % — осіб інших рас |

До двох чи більше рас належало 2,6 %. Частка іспаномовних становила 29,4 % від усіх жителів.
За віковим діапазоном населення розподілялося таким чином: 28,1 % — особи молодші 18 років, 59,2 % — особи у віці 18—64 років, 12,7 % — особи у віці 65 років та старші. Медіана віку мешканця становила 33,5 року. На 100 осіб жіночої статі у місті припадало 97,2 чоловіків;  на 100 жінок у віці від 18 років та старших — 94,2 чоловіків також старших 18 років.
Середній дохід на одне домашнє господарство  становив 51 603 долари США (медіана — 43 527), а середній дохід на одну сім'ю — 59 916 доларів (медіана — 55 217). Медіана доходів становила 37 254 долари для чоловіків та 33 059 доларів для жінок. За межею бідності перебувало 17,5 % осіб, у тому числі 27,5 % дітей у віці до 18 років та 9,7 % осіб у віці 65 років та старших.
Цивільне працевлаштоване населення становило 3945 осіб. Основні галузі зайнятості: виробництво — 29,2 %, освіта, охорона здоров'я та соціальна допомога — 16,1 %, мистецтво, розваги та відпочинок — 13,1 %.